# Pędzliczek wiejski
Pędzliczek wiejski (Syntrichia ruralis (Hedw.) F. Weber & D. Mohr) – gatunek mchu należący do rodziny płoniwowatych (Pottiaceae Schimp.). Występuje w Ameryce Północnej (Grenlandia, Kanada, Stany Zjednoczone, Meksyk), na południu Ameryki Południowej, Europie, Azji i południowej Afryce. Rośnie na glebie i skałach, od suchych do wilgotnych.

## Morfologia
GametofitŁodyżki wysokości 5–15 mm. Listki języczkowate, owalne, o rozmiarach 1,5–3,5 × 0,75–1,25 mm.
SporofitSeta czerwona, długości 5–10 mm. uszka czerwonobrązowa, długości 2–3,5 mm, prosta. Perystom długości 1,25 mm. Zarodniki o rozmiarach 11-15 µm.

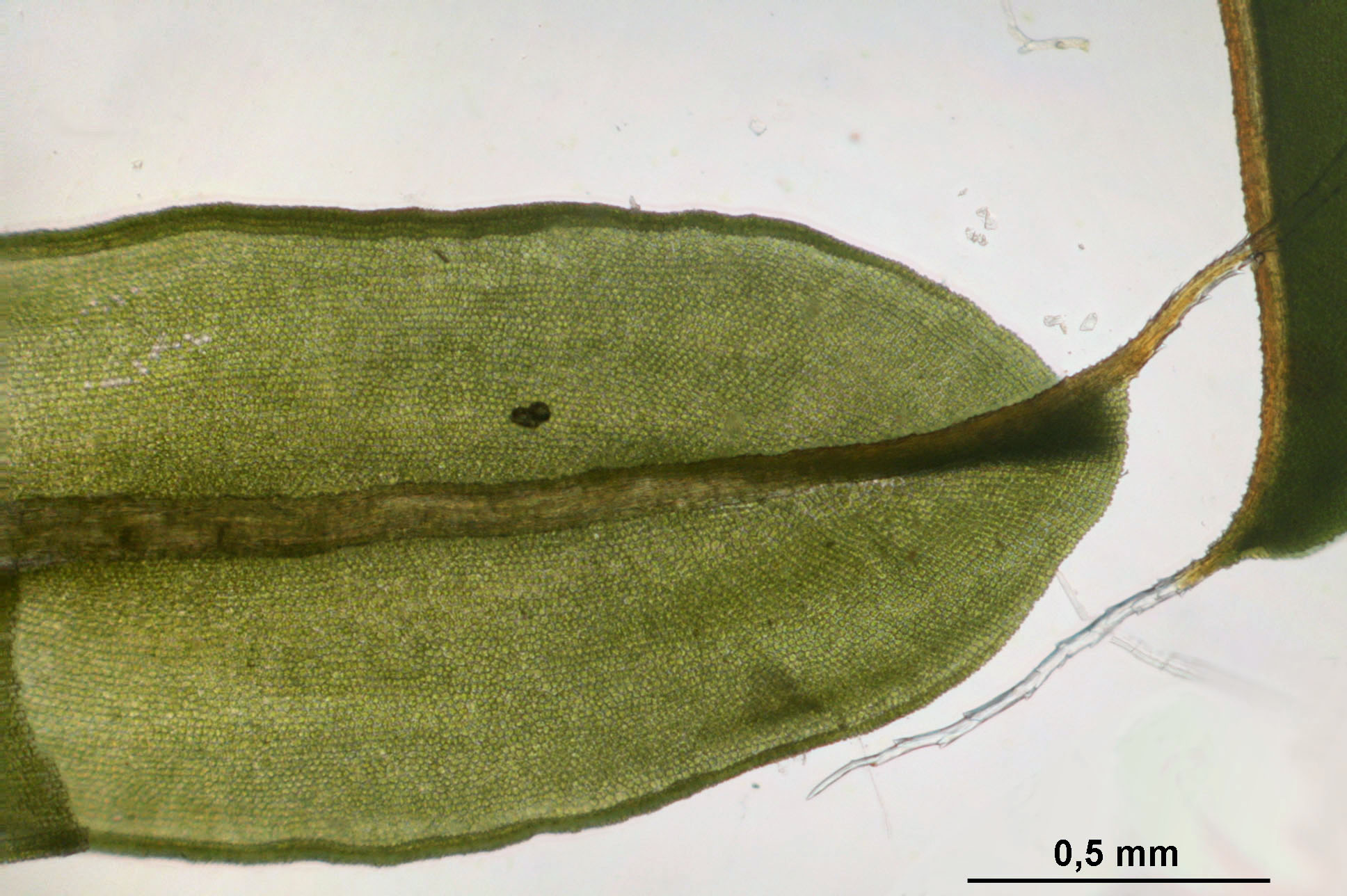
Listek
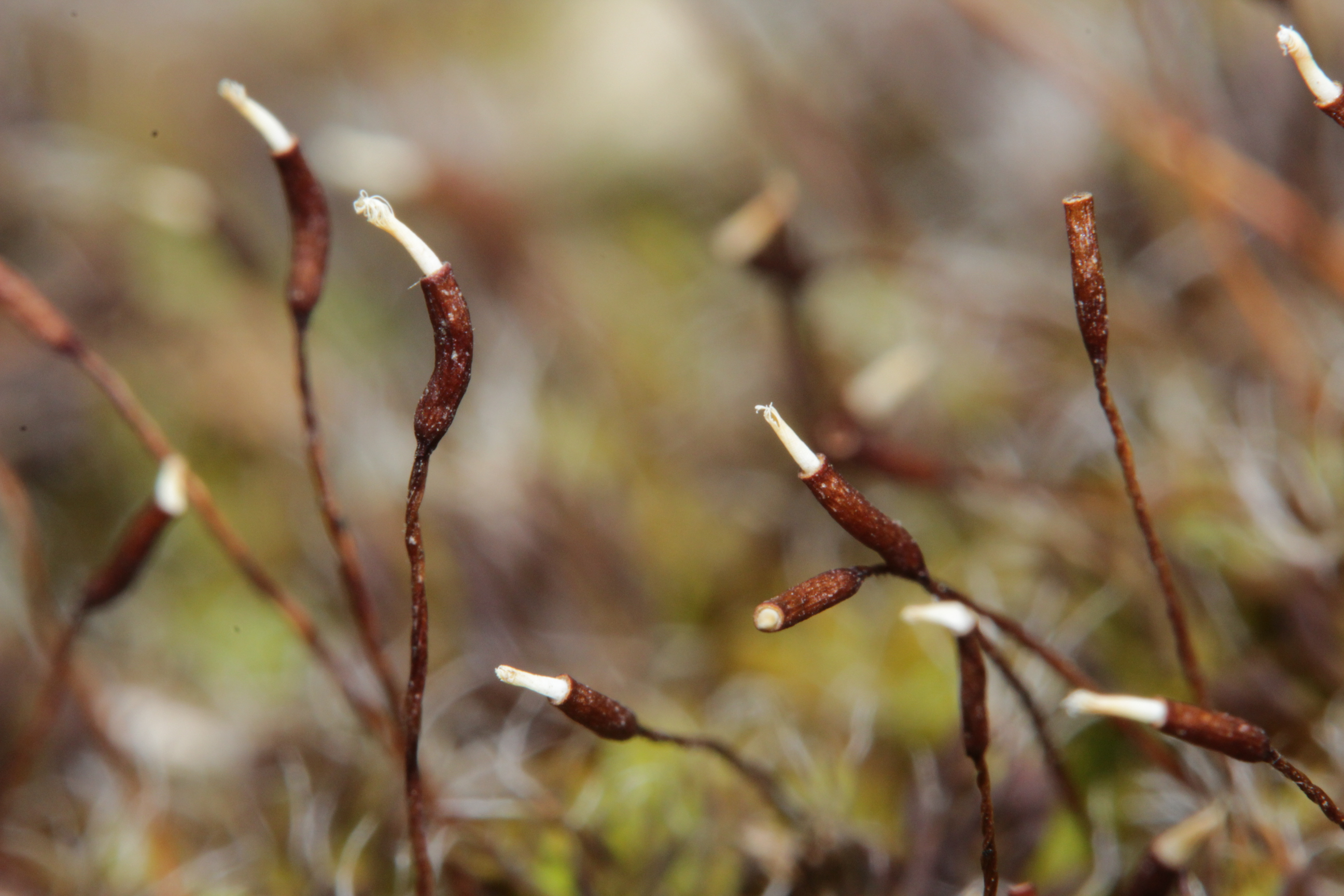
Puszki

Korelacje międzygatunkowe
Na pędzliczku wiejskim pasożytuje grzyb języczek strefowany (Arrhenia spathulata).

## Systematyka i nazewnictwo
Synonimy: Barbula ruraliformis Besch., Barbula ruralis Hedw., Syntrichia ruraliformis (Besch.) Cardot, Tortula longimucronata X.J. Li, Tortula ruraliformis (Besch.) W. Ingham, Tortula ruralis (Hedw.) P. Gaertn., B. Mey. & Scherb.
Gatunek Syntrichia ruralis (Hedw.) F. Weber & D. Mohr bywa traktowany jako synonim Tortula ruralis (Hedw.) Gaertn. et al.